# Estelle Fenzy
Estelle Fenzy, née en janvier 1969 dans les Hauts-de-France, est une poète et écrivaine française.

## Biographie
Née le 15 janvier 1969, Estelle Fenzy a vécu à Lille, Brest et Arles.
Elle naît et grandit dans les Hauts-de-France et est enseignante de lettres au collège après avoir obtenu son CAPES à Lille.  Elle exerce dans des collèges (zones d’éducation prioritaire).

## Écriture
Estelle Fenzy est publiée dans dee revues littéraires, telles que Europe, Arpa, Décharge, ainsi que dans des anthologies, et est l'autrice d’une vingtaine de recueils de poésie. En 2019, elle réunit dans un recueil 300 textes écrits tous les jours en buvant son café de novembre 2016 à 2017.
En 2022, elle se lance dans l'écriture collaborative avec la poétesse Samantha Barendson, avec qui elle co-signe à La Boucherie littéraire 50, un recueil qui aborde l'approche inexorable du vieillissement pour les deux femmes.
Selon elle, « La poésie plonge dans une forme paroxystique de vivre, à la fois charnelle et spirituelle. C’est ainsi que le partage en est possible, sincère et total. Je rejoins cette pensée d’Antoine Émaz dans Cambouis (Seuil, coll. « Déplacements », 2009), selon laquelle écrire n’est pas s’adresser à tout le monde mais à chacun. »

## Réception
En 2018, au sein de la 23e édition du festival Parole Ambulante, Estelle Fenzy se voit remettre à la Bibliothèque municipale de Lyon le prix René Leynaud pour son livre Mère (La Boucherie littéraire, 2017). Deux ans auparavant, son troisième recueil, Rouge vive (Al Manar, 2016), avait déjà fait partie de la sélection de la session d'automne du Prix Révélation de poésie & compagnie de la Société des gens de lettres. 
Durant la Journée internationale de la francophonie, son texte Coda (Ostinato), publié en 2020 est annoncé comme faisant partie des vingt titres présélectionnés pour le Prix francophone international du Festival de poésie de Montréal 2021,.
Son recueil Une saison fragile (2023) fait partie de la première sélection pour le Prix Mallarmé 2024, aux côtés notamment d'Échographies de Diane Régimbald,. 
Dans Libération, Guillaume Lecaplain écrit que son écriture réunit des poèmes très courts « notations qui pourraient relever de la catégorie du haïku ». 
En 2024, son recueil Le Goût des merveilles (éditions de Corlevour) figure dans la liste des cinq finalistes du prix Guillaume-Apollinaire.
En 2025, ce même recueil reçoit le prix Amélie Murat,. 
En 2025 elle publie Lisser les pointes, dédié à Marwane Maama, assassiné à Arles en juin 2022 à l'âge de 15 ans. Elle y raconte son expérience d'enseignante dans un journal de bord tenu entre 2018 et 2019.

## Œuvres

### Recueils de poésie
- Chut (le monstre dort), La Part commune (2015)
- Sans, La Porte (2015)
- Rouge vive, Al Manar (2016)
- Juste après, La Porte (2016)
- L’Entaille et la Couture, Henry (2016)
- Le Papillon, Éditions du Petit Flou (2017)
- Mère, La Boucherie littéraire (2017), prix René-Leynaud 2018[11]
- Par là, LansKine (2018)
- Mon corps c'est ta maison, La Porte (2018)
- Poèmes western, LansKine (2018)
- La Minute bleue de l'aube, La Part commune (2019), 122 pages
- Gueule noire, La Boucherie Littéraire (2019)
- Coda (Ostinato), Les Lieux-Dits (2020), première sélection du prix francophone international du Festival de poésie de Montréal 2021[13]
- Le Chant de la femme source, L’Ail des Ours (2020)
- Eldorado Lampedusa, Pourquoi viens-tu si tard ? (2021)
- Amoureuse ?, La Boucherie Littéraire (2021)
- 50, coécrit avec Samantha Barendson, La Boucherie littéraire (2022), 68 pages
- Boîtes noires, Le Chat polaire (2023)
- Une saison fragile, La Part commune (2023), 108 pages, première sélection du prix Mallarmé 2024[16]
- N’oublie pas, L’Ail des ours (2024)
- Le Goût des merveilles, Corlevour (2024), finaliste du prix Apollinaire 2024[18], prix Amélie Murat 2025
- Lisser les pointes (Carnet de collège), La Part Commune (2025), 89 pages.

### Livres d’artiste
- Via Arelatensis, de pierre et de vent, avec des œuvres de Robert Lobet, La Margeride (2018)
- Saisons et merveilles, avec des œuvres de Robert Lobet, La Margeride (2020)
- Petite Manhattan, dans Le Monde des Villes, Brest 2, avec André Jolivet, éditions Voltije[21]
- Rivières, livre à deux voix, avec une aquarelle de Cécile A. Holdban[21]

### Anthologies

#### Anthologies papier
- Marlène Tissot & Compagnie, vol. 17, coll. « X & Cie », éditions Mgv2-publishing (2015)  (ISBN 978-1-326-49767-5)
- Dehors, établie par Christophe Bregaint et Éléonore James, préambule de Xavier Emmanuelli, au profit de l'association d'aide aux sans-abris ActionFroid, éditions Janus, 246 pages (juin 2016)  (ISBN 9782912668707)
- Filles bouchères & Garçons bouchers, La Boucherie Littéraire, 2024.
- Esprit de résistance, L’Année poétique, 118 poètes d’aujourd’hui, Seghers, 2025.

#### Anthologies numériques
- Saxifrage, collectif de 38 artistes, initiative de Sabine Huynh dédiée à la mémoire de Clara Pop-Dudouit, avec les aquarelles de Caroline François-Rubino, Terre à ciel (2015)[22]
- Lessives étendues, initiative de Roselyne Sibille, Terre à ciel (2017)[23]
- L'e-musée de l'objet, initiative d'Ella Balaert, « La parure en toc » (2023)[24]

## Prix et honneurs

### Lauréate
- 2025 : lauréate du prix Amélie Murat pour Le Goût des merveilles (Corlevour, 2024)[19],[20].
- 2018 : lauréate du prix René Leynaud pour Mère (La Boucherie littéraire, 2017)[11].

### Finaliste
- 2024 : 
  - Finaliste du prix Guillaume-Apollinaire pour Le Goût des merveilles (Corlevour, 2024)[18].
  - Finaliste du prix Mallarmé pour Une saison fragile (La Part commune, 2023)[16],[17].
- 2021 : Présélection au Prix francophone international du Festival de poésie de Montréal pour Coda (Ostinato) (Les Lieux-Dits, 2020)[13],[14].
- 2016 : Sélection de la session d'automne du Prix Révélation de poésie & compagnie de la SGDL[12].